# Комедианты (театр)
Санкт-Петербургский государственный драматический театр «Комедианты» — камерный театр, работающий с 25 декабря 1989 года. На 17 декабря 2014 года в театре служило 113 человек из них труппа — 38 актёров.

## История театра
Театр «Комедианты» зародился в Молодёжном центре Ленинского района Ленинграда, где в конце 1980 годов сложилась группа из 6 человек под руководством Михаила Левшина. Первым спектаклем группы была комедия итальянского комедиографа Эдуардо Де Филиппо «Страсти по-итальянски». Спектакль, состоявший из трёх небольших пьес, и получил позитивные отзывы у зрителей и группа решила продолжить работу. Датой рождения театра считается 25 декабря 1989 года, когда решением № 356 Исполнительного комитета Ленинградского областного Совета народных депутатов был учреждён драматический театр «Комедианты». Эмблемой театра является маленькая фигурка комедианта. С 1990 года по 1993 года театр не имел собственного помещения и играл спектакли на выезде. Сейчас он находится в так называемом Доме Перцова на Лиговском проспекте Санкт-Петербурга. В здании расположены помещения театра, в том числе зал на 95 зрителей. В 2009 году был закончен капитальный ремонт зрительного зала, а в 2014 году ремонт внутренних помещений, репетиционного зала и фойе.
Первый спектаклем, сделанным в новом помещении, была пьеса «Волки и овцы», представленная зрителям в 1994 году.
Художественным руководителем и директором театра является заслуженный деятель искусств Российской Федерации Михаил Александрович Левшин. В театре работают заслуженные артисты Российской Федерации: Н. Мещанинова, Т. Попенко и Г. Спириденков. Среди актёров театра: М. Сергеев, В. Полетаев, С. Николаев, Л. Климова, О. Яковлева, Т. Кожевникова, служила актриса театра Г. Сабурова (до 2016 г.), актер и режиссёр А. Исполатов, Ю. Бурцева,Н. Терехова, И. Безрук, В. Кравченко, Ф. Азаров, Р. Притула, Е. Талашманов и др.
Театр «Комедианты» стал последним местом работы заслуженного артиста РСФСР Виктора Александровича Костецкого, который до своей смерти 6 ноября 2014 года играл роли Антонио в «Венецианском купце» и Дорна в «Записных книжках Тригорина».
Литературная часть театра выпускает журнал «Комедианты».

### Дом Перцова
На месте нынешнего здания с расположенным в нём театром раньше стоял дом с флигелем, в котором находилась последняя квартира великого русского литературного критика В. Г. Белинского. В 1910—1911 годах для инженера Александра Николаевича Перцова было построено нынешнее здание в стиле модерн. С 1915 по 1917 год в здании располагалось литературное общество «Аре».

## Театральная деятельность
Основой репертуара театра является русская, советская и зарубежная классика: И. Тургенев, Н. Гоголь, А. Чехов, А. Островский, Э. Ростан, Л. де Вега, Т. Уильямс, Э. Де Филиппо, В. Соллогуб, А. Вампилов, В. Шукшин и С. Довлатов. Кроме этого, в театре ставятся произведения современных российских и зарубежных драматургов (В. Карасев, Е. Рубина).
- Спектакль «Женитьба» по одноимённой пьесе Н. В. Гоголя был выдвинут на конкурс «Золотая маска». Критик И. Дорофеева в газете «Невское время» отмечала: «Спектакль М. Левшина пленяет свежестью, таит новизну»[7];
- «Крепостная любовь» — пластическая драма[8] по повести И. С. Тургенева «Муму». Особенностью спектакля является действие почти без слов и использование песен русского народного фольклора и картин русских художников. Этот спектакль получил ряд наград: «Приз зрительских симпатий — 2010» Санкт-Петербург общества «Театрал» в номинации – лучший спектакль года; Специальный приз экспертного совета высшей театральной премии Санкт-Петербурга «Золотой софит» сезона 2010—2011, Алёна Азарова за роль Татьяны; специальный приз жюри «Хрустальный Трабзон» на «13-м Черноморском Международном Театральном Фестивале» в городе Трабзон (Турция) (2012 год), диплом «За лучший актёрский ансамбль» на «1-м фестивале театральных и музыкальных проектов камерных экспериментальных форм» в Выборге (2013 год)[7];
- «Граф Нулин» по одноимённой повести А.С.Пушкина и поэме Шекспира «Лукреция» — участник фестивалей: Пятого Пушкинского Всероссийского фестиваля (Псков), Фестиваля Камерного искусства «Костомукша-99» и VI международного театрального фестиваля «Русская классика. Пушкин. Тургенев» (Орёл)[7]; телеверсия спектакля демонстрировалась на канале «Культура»[9].
- «Записные книжки Тригорина», по пьесе Теннеси Уильямс «The Notebook of Trigorin», является интерпретацией чеховской «Чайки». Спектакль награждён «Золотым софитом» за лучшую роль второго плана (Виктор Костецкий)[7];
- «В Париж» — спектакль по ранним рассказам А. П. Чехова. Премьера состоялась 15 декабря 2006 года. Этот спектакль 23 октября 2007 года представлял Санкт-Петербург на международном Интернет-фестивале «Театральная паутина»[10].
- «Декамерон» — спектакль по новеллам Джованни Боккаччо в постановке Игоря Селина. Этот спектакль стал лауреатом Международного театрального фестиваля «КУКART»[11].
- «Веницианский купец» получил «Гран-при» на Международном фестивале в Тольятти[12].
- «Дурочка» — спектакль по пьесе Лопе де Вега, который изначально был спектаклем студентов Академии театрального искусства, а сейчас входит в основной репертуар театра[5].

С 1992 года каждую осень театр «Комедианты» проводит благотворительный театральный фестиваль «Дворцы Санкт-Петербурга – детям». В рамках этого фестиваля дети-сироты Санкт-Петербурга и области приглашаются в различные особняки и дворцы города, где в исторических интерьерах показываются специально выбранные в соответствии с интерьером, спектакли.
Театр «Комедианты» входит в Ассоциацию камерных (до 100 человек) и малых (до 200 человек) театров (АКМТ).
В театре «Комедианты» встретились и начали свою совместную творческую деятельность участники группы «Три Де Бэнд».